# Шишман Видински
Шишман (умро 1308. или 1313.) је био средњовековни бугарски деспот Видина с краја 13. и почетка 14. века. Оснивач је династије Шишмановића.

## Биографија
О Шишмановом раном животу нема много података. Пореклом је био Куман. Његова породица се, након сукоба са угарским краљем, 1241. године морала склонити у Бугарску. У бугарској историографији прихваћено је мишљење да је прва жена Шишмана била анонимна ћерка Ане-Теодоре (ћерке бугарског цара Јована Асена II) и севастократора Петра. Шишман је на чело Видина дошао почетком 1270.тих година након смрти Јакова Светослава. Касније је добио деспотску титулу коју му је дао цар Ђорђе I Тертер (1280-1292). Према речима српског архиепископа Данила, Шишман је држао велике делове бугарске земље. Његова област била је највећа аутономна покрајина тадашње Бугарске. Према бугарском историчару Јордану Андрејеву, Шишман је држао простор од Ђердапске клисуре на западу до Лома и Враце на истоку. Такође је држао и неке територије северно од Дунава, у западној Влашкој (Олтенија). Хроничари пишу да је Дунав пресецао Шишманове земље.
Монголски притисак на Друго бугарско царство јача под Ногај Каном (1285). Шишман је у Видину владао готово независно у односу на бугарског цара у Трнову. Од 1291. године Шишман је вазал Ногај Кана који притиска Српску краљевину са севера. Исте године, српски краљ Стефан Милутин и сремски краљ Стефан Драгутин воде ратове са полунезависним куманским владарима Браничева, Дрманом и Куделином. Дрман и Куделин су нападали Сремску краљевину краља Драгутина коме је у помоћ пристигао брат Милутин. Браћа су поразила Дрмана и Куделина, а Браничево и Кучево прикључени су Драгутиновој држави. Подстакнут од Ногај Кана, Шишман је 1292. године напао државу краља Милутина. Уз помоћ татарских најамника, Шишман је продро дубоко у српску територију доспевши до Хвосна на Косову. Заузео је тврђаву Ждрело у близини Пећи и спалио манастир Жичу, седиште Српске архиепископије. Шишманове трупе су се потом вратиле у Видин без територијалних добитака. Милутин је у контранападу продро до Видина и заузео Шишманову престоницу након опсаде. Деспот Шишман је побегао преко Дунава код својих савезника Монгола.
Милутин је допустио Шишману да се врати на чело Видина и склопио је савез са њим. Бугарски деспот оженио се ћерком Милутиновог жупана Драгоша. Уговорен је брак Милутинове ћерке Ане Неде и Шишмановог сина Михаила, бугарског цара (1323-1330). Сукоб Милутина и Шишмана довео је до сукоба Милутина и Ногај Кана. Милутин је монголски напад предупредио склапањем мира и слањем свога сина Стефана Дечанског као таоца. Шишман је тако постао вазал српског краља.
Шишман је умро почетком 14. века, пре 1308. или 1313. године. На челу Видина наследио га је син Михаило који је 1323. године изабран за бугарског цара након смрти Ђорђа II Тертера (1321-1322) који није имао деце. Поред Михаила, Шишман је имао и сина Белаура који је такође био видински деспот. Имао је и ћерку, Керацу Петрису која је касније родила бугарског цара Јована Александра (1331-1371). Шишманови потомци владали су Другим бугарским царством од 1323. године до пада Бугарске под Османско царство.